# Чехословашки легиони
Чехословашките легиони са доброволчески военни формирования, съставени от чехи и словаци, които воюват на страната на Антантата по време на Първата световна война.
В тяхната организация взимат участие видни емигранти, като Томаш Масарик и Милан Растислав Щефаник. Целта им е да подпомогнат Антантата във войната срещу Австро-Унгария, за да бъде създадена независима държава Чехословакия. През февруари 1916 година в Париж е учреден Чехословашкият национален съвет (ЧСНС) начело с Т. Масарик, М. Щефаник, Йозеф Дюрих, Едуард Бенеш). ЧСНС официално подчинява на себе си всички чехословашки военни формирования, действащи срещу Централните сили на Източния и Западния фронтове.
Първите чешки и словашки доброволчески отряди са създадени в Русия и Франция в самото начало на войната. Първоначално в тях се включват емигранти в тези страни, а по-късно и от Америка. Основната част от участниците в легионите през по-късните етапи на войната са чешки и словашки военнопленници в Русия, Сърбия и Италия.
Легионите участват активно в много битки през Първата световна война, включително при Вузие, Арас, Зборов, Дос Алто, Бахмах и други. Изиграват важна роля по време на Руската гражданска война.

## Чехословашки легиони в Русия
В самото начало на Първата световна война чехи и словаци в Руската империя изпращат петиция до император Николай II, в която настояват да бъде създадено тяхно национално военно формирование, което да воюва срещу Австро-Унгария. През 1915 г. е създадена Чешка рота, която малко по-късно е преобразувана в Чехословашки стрелкови полк.
Към частта започват да се присъединяват много чешки и словашки военнопленници и дезертьори от австро-унгарската армия. През 1916 г. броят им достига 7300 души и частта е преобразувана в Чехословашка стрелкова бригада. В началото на 1917 г. Русия е посетена от водачите на чехословашкото движение за независимост Масарик и Щефаник, които помагат за разширението на бригадата. През септември бригадата е преобразувана в Първа хуситска стрелкова дивизия, която през октомври е слята със създадената през юли Втора стрелкова дивизия в новосъздадения Чехословашки корпус в Русия, включващ също запасна бригада и наброяващ около 40 000 души. Най-голямата численост, която достигат Чехословашките легиони в Русия, е 65 000 души.
След Октомврийската революция болшевишкото правителство сключва сепаративния Брест-Литовски договор и излиза от войната. Болшевиките се договарят с Чехословашкия корпус да го оставят да се евакуира във Франция, където да продължи участието си във войната. Тъй като пътят на запад е блокиран от армиите на Германия и Австро-Унгария, това може да бъде осъществено през Сибир, тихоокеанското пристанище Владивосток и Съединените щати.
Пътуването по Транссибирската железопътна магистрала продължава с месеци, сред причините за което са безредиците в цялата страна и недостигът на влакове. Със сключения Брест-Литовски договор болшевиките се задължават да върнат германските, австрийските и унгарските военнопленници от Сибир, което допълнително забавя евакуацията.
През май 1918 г. в Челябинск чехословашките части спират влак с унгарци и убиват войник, заподозрян да е хвърлил нещо по влака им. Местните болшевишки власти арестуват виновните. За да ги освободят, чехословашки войски нападат гарата, а след това окупират целия град.
Малко по-късно Лев Троцки, военен министър в болшевишкото правителство, нарежда Легионът да бъде разоръжен. В резултат на това Легионът завзема значителна територия около железопътната линия, на изток от река Волга.
На 1 февруари 1919 година Чехословашкият корпус е преименуван на Чехословашка армия в Русия. По решение на представители на Антантата командването на армията на гарата на град Нижнеудинск (Иркутска област) поема под свой контрол влак с част от златния резерв (8 вагона със златни кюлчета) на Русия на 27 декември 1919 г. По-голямата част от златото (7 от 8-те вагона) предават на краткотрайното правителство на есери и меншевики в Иркутск (известно като Политцентър) на адмирал Александър Колчак на 15 януари 1920 г.
Болшевиките оставят легиона да замине през 1920 г. Основната част от легионерите се евакуират през Владивосток, а някои части се присъединяват към антиболшевишката армия на адм. Колчак.

## Чехословашки легиони във Франция
На 21 август 1914 г. в Париж започва набиране на доброволци за Френския чуждестранен легион. а на 31 август в базата на Легиона в Байон е създадена 1-ва рота на батальон C на 2-ри пехотен полк от около 250 души. Срещайки се в Байон, войниците се поздравяват с „Na zdar!“ и оттам цялата рота е наречена рота „Наздар“.
През 1918 г. се създава чехословашка бригада във Франция, която се връща в Чехословакия през есента на 1919 г. В нея е имало около 9600 войници.
Във Франция са загинали 650 чешки (чехословашки) легионери.

## Чехословашки легиони в Италия
Създаването на чехословашки фомирования в Италия става едва в края на войната. През януари 1918 г. командирът на 6-а италианска армия сформира малки разузнавателни групи от доброволци от Чехия, Словакия и югославяни, набирани от военнопленнически лагери. Те служат и в пропагандни акции срещу австрийската войска. Първото бойно формирование – 39-и полк, е сформирано през септември 1918 г.
Техните членове са първите чехословашки легионери, които се завръщат в родината си – новосъздадената Чехословакия, още през 1918 г. Веднага са въвлечени в битки за новите държавни граници, най-вече във войната срещу Унгарската съветска република.

## История след войната
Членовете на Легионите са в ядрото на създадената след войната Чехословашка армия, като много от тях участват във войната с Унгария през 1919 г.
След като Чехословашкият корпус в Русия задържа вагон със злато (от общо 8 пленени вагона), то е използвано за придвижването на легиона до Европа. С останалите средства е създадена Легионерска банка (Legionářská banka или Legiobanka). Сградата на нейното седалище в Прага е сред шедьоврите на чешката кубистична архитектура, а на фасадата са изобразени сцени от оттеглянето на Легиона през Сибир.
На Чехословашките легиони е наречен Легионерският мост (Most legionářů) в Прага.
Последният участник в легионите умира през 2001 г.